# Коук (округ, Техас)
Шаблон:StateAbbr_ 31°53′ пн. ш. 100°32′ зх. д. / 31.88° пн. ш. 100.53° зх. д.
О́круг Ко́ук (англ. Coke County) — округ (графство) у штаті Техас, США. Ідентифікатор округу 48081.

## Історія
Округ утворений 1889 року.

## Демографія
За даними перепису 2000 року загальне населення округу становило 3864 осіб, усе сільське. Серед мешканців округу чоловіків було 1932, а жінок — 1932. В окрузі було 1544 домогосподарства, 1068 родин, які мешкали в 2843 будинках. Середній розмір родини становив 2,84.
Віковий розподіл населення поданий у таблиці:
| Стать    | До 15 років | 15-21 | 22-29 | 30-39 | 40-49 | 50-65 | 65-85 | Понад 85 |
| -------- | ----------- | ----- | ----- | ----- | ----- | ----- | ----- | -------- |
| Чоловіки | 329         | 349   | 77    | 210   | 237   | 320   | 370   | 40       |
| Жінки    | 325         | 156   | 112   | 217   | 253   | 348   | 418   | 103      |

## Суміжні округи
- Нолан — північ
- Раннелс — схід
- Том-Грін — південь
- Стерлінг — захід
- Мітчелл — північний захід

## Виноски
1. ↑  U.S. Decennial Census. United States Census Bureau. Архів оригіналу за 26 квітня 2015. Процитовано 21 квітня 2015.
2. ↑  Texas Almanac: Population History of Counties from 1850–2010 (PDF). Texas Almanac. Архів оригіналу (PDF) за 26 лютого 2015. Процитовано 21 квітня 2015.
3. ↑  State & County QuickFacts. United States Census Bureau. Архів оригіналу за 5 вересня 2015. Процитовано 9 грудня 2013.(англ.) Наведено за англійською вікіпедією.
4. ↑  American FactFinder. Бюро перепису населення США. Архів оригіналу за 29 липня 2011. Процитовано 31 січня 2008.

| США | Це незавершена стаття з географії США. Ви можете допомогти проєкту, виправивши або дописавши її. |